# Појединачни рекорди Евролиге у кошарци

## На једној утакмици
- Највећи индекс корисности:
  - 63 —  Танока Бирд ( Жалгирис) против  Скипер Болоње, на утакмици одиграној 22. јануара 2004.
- Највише поена:
  - 49 —  Шејн Ларкин ( Анадолу Ефес) против  Бајерн Минхена, на утакмици одиграној 29. новембра 2019.
- Највише скокова:
  - 24 —  Антонис Фоцис ( Динамо Москва) против  Бенетона, на утакмици одиграној 21. марта 2007.
- Највише скокова у нападу:
  - 16 —  Никола Милутинов ( ЦСКА Москва) против  Олимпије из Милана, на утакмици одиграној 30. децембра 2020.
- Највише скокова у одбрани:
  - 18 —  Донатас Мотијејунас ( Асеко Проком) против  Унион Олимпије, на утакмици одиграној 7. децембра 2011.
- Највише асистенција:
  - 19 —  Стефан Јовић ( Црвена звезда) против  Бајерна из Минхена, на утакмици одиграној 12. новембра 2015.
  - 19 —  Факундо Кампацо ( Реал Мадрид) против  Албе из Берлина, на утакмици одиграној 6. фебруара 2020.
- Највише украдених лопти:
  - 11 —  Џеф Трепање ( Улкерспор) против  Партизана, на утакмици одиграној 26. јануара 2006.
- Највише блокада:
  - 10 —  Стојко Вранковић ( ПАФ Болоња) против  Цибоне, на утакмици одиграној 8. фебруара 2001.
- Највише изгубљених лопти:
  - 11 —  Сергеј Базаревич ( Санкт Петербург лајонс) против  АЕК-а из Атине, на утакмици одиграној 13. децембра 2000.
- Највише погођених слободних бацања:
  - 18 —  Никола Миротић ( Реал Мадрид) против  Жалгириса, на утакмици одиграној 17. марта 2013.
- Највише погођених слободних бацања без промашаја:
  - 18 —  Никола Миротић ( Реал Мадрид) против  Жалгириса, на утакмици одиграној 17. марта 2013.
- Највише изведених слободних бацања:
  - 21 —  Боби Браун ( Монтепаски Сијена) против  Фенербахче Улкера, на утакмици одиграној 2. новембра 2012.
- Највише погодака за 2 поена:
  - 18 —  Каспарс Камбала ( Ефес Пилсен) против  Барселоне, на утакмици одиграној 30. октобра 2002.
- Највише погодака за 2 поена без промашаја:
  - 11 —  Густаво Ајон ( Реал Мадрид) против  Фенербахчеа, на утакмици одиграној 19. маја 2019.
- Највише шутева за 2 поена:
  - 28 —  Каспарс Камбала ( Ефес Пилсен) против  Барселоне, на утакмици одиграној 30. октобра 2002.
- Највише погодака за 3 поена:
  - 10 —  Ендру Гаудлок ( Фенербахче Улкер) против  Бајерна из Минхена, на утакмици одиграној 13. новембра 2014.
  - 10 —  Шејн Ларкин ( Анадолу Ефес) против  Бајерн Минхена, на утакмици одиграној 29. новембра 2019.
  - 10 —  Шејн Ларкин ( Анадолу Ефес) против  Олимпијакоса, на утакмици одиграној 6. марта 2020.
- Највише погодака за 3 поена без промашаја:
  - 9 —  Саулијус Штомбергас ( Тау керамика) против  АЕК-а из Атине, на утакмици одиграној 4. априла 2001.
- Највише шутева за 3 поена:
  - 21 —  Алексеј Швед ( Химки) против  Олимпијакоса, на утакмици одиграној 18. децембра 2019.

## У једној сезони
- Највише одиграних минута:
  - 1138 —  Бредли Вонамејкер ( Дарушафака), 2016/17.
- Највише одиграних минута по утакмици:
  - 39,08 —  Давор Марцелић ( Задар), 2001/02.
- Највећи индекс корисности:
  - 711 —  Лука Дончић ( Реал Мадрид), 2017/18.
- Највећи индекс корисности по утакмици:
  - 30.92 —  Дејан Томашевић ( Будућност), 2000/01.
- Највише поена:
  - 740 —  Алексеј Швед ( Химки), 2017/18.
- Највише поена по утакмици:
  - 26,0 —  Алфонсо Форд ( Перистери), 2000/01.
- Највише скокова:
  - 282 —  Венсан Поарје ( Саски Басконија), 2018/19.
- Највише скокова по утакмици:
  - 13,8 —  Џозеф Блер ( ПАОК), 2000/01.
- Највише скокова у нападу:
  - 117 —  Венсан Поарје ( Саски Басконија), 2018/19.
- Највише скокова у нападу по утакмици:
  - 5,0 —  Дејан Томашевић ( Будућност), 2000/01.
- Највише скокова у одбрани:
  - 202 —  Јанис Бурусис ( Саски Басконија), 2015/16.
- Највише скокова у одбрани по утакмици:
  - 8,95 —  Мирсад Туркџан ( Монтепаски Сијена), 2002/03.
- Највише асистенција:
  - 286 —  Никос Калатес ( Панатинаикос), 2018/19.
- Највише асистенција по утакмици:
  - 9,11 —  Никос Калатес ( Панатинаикос), 2019/20.
- Највише украдених лопти:
  - 64 —  Емануел Ђинобили ( Виртус Болоња), 2000/01.
- Највише украдених лопти по утакмици:
  - 3.7 —  Џемејл Рич ( Лугано снејкс), 2000/01.
  - 3.7 —  Ивица Марић ( Задар), 2000/01.
- Највише блокада:
  - 68 —  Екпе Јудо ( Фенербахче), 2016/17.
- Највише блокада по утакмици:
  - 3,21 —  Григориј Хрижњак ( Жалгирис), 2001/02.
- Највише погођених слободних бацања:
  - 168 —  Кит Лангфорд ( УНИКС Казањ), 2016/17.
- Највише изведених слободних бацања:
  - 202 —  Кит Лангфорд ( УНИКС Казањ), 2016/17.
- Најбољи проценат успешности у шутирању слободних бацања:
  - 97,22% —  Марселињо Уертас ( Барселона), 2012/13.
- Највише погодака за 2 поена:
  - 176 —  Брендон Дејвис ( Жалгирис), 2018/19.
- Највише шутева за 2 поена:
  - 315 —  Брендон Дејвис ( Жалгирис), 2018/19.
- Најбољи проценат успешности у шуту за 2 поена:
  - 82,5% —  Јанис Јанулис ( Панатинаикос), 2001/02.
  - 82,5% —  Теренс Морис ( Барселона), 2009/10.
- Највише погодака за 3 поена:
  - 107 —  Алексеј Швед ( Химки), 2017/18.
- Највише шутева за 3 поена:
  - 324 —  Алексеј Швед ( Химки), 2017/18.
- Најбољи проценат успешности у шуту за 3 поена:
  - 60.0% —  Павел Вјекјера ( Шлонск Вроцлав), 2002/03.

## Током каријере
Легенда:
|  | Активни кошаркаши који тренутно наступају у Евролиги             |
|  | Активни кошаркаши који тренутно не наступају у Евролиги          |
|  | Бивши кошаркаши који су бар једном бирани у Идеални тим Евролиге |

### Одигране утакмице
Стање на дан 9. октобар 2024.
| Бр. | Играч              | Клуб(ови)                                                                                  | Вредност |
| --- | ------------------ | ------------------------------------------------------------------------------------------ | -------- |
| 1.  | Кајл Хајнс         | Брозе Бамберг, Олимпијакос, ЦСКА Москва, Олимпија Милано                                   | 425      |
| 2.  | Серхио Љуљ         | Реал Мадрид                                                                                | 408      |
| 3.  | Серхио Родригез    | Естудијантес, Реал Мадрид, ЦСКА Москва, Олимпија Милано                                    | 405      |
| 4.  | Паулијус Јанкунас  | Жалгирис, Химки                                                                            | 392      |
| 5.  | Костас Слукас      | Олимпијакос, Фенербахче, Панатинаикос                                                      | 388      |
| 6.  | Јоргос Принтезис   | Олимпијакос, Малага                                                                        | 375      |
| 7.  | Костас Папаниколау | Олимпијакос, Барселона                                                                     | 359      |
| 8.  | Василис Спанулис   | Панатинаикос, Олимпијакос                                                                  | 358      |
| 9.  | Ник Калатес        | Панатинаикос, Барселона, Фенербахче, Монако                                                | 358      |
| 10. | Фелипе Рејес       | Естудијантес, Реал Мадрид                                                                  | 357      |
| 11. | Јан Весели         | Партизан, Фенербахче, Барселона                                                            | 353      |
| 12. | Руди Фернандез     | Хувентуд, Реал Мадрид                                                                      | 349      |
| 13. | Хуан Карлос Наваро | Барселона                                                                                  | 341      |
| 14. | Тибор Плајс        | Брозе Бамберг, Саски Басконија, Барселона, Галатасарај, Валенсија, Анадолу Ефес            | 336      |
| 15. | Фабијен Козер      | Шоле, Саски Басконија, Брозе Бамберг, Реал Мадрид, Олимпија Милано                         | 336      |
| 16. | Брајант Данстон    | Олимпијакос, Анадолу Ефес, Виртус Болоња, Жалгирис                                         | 331      |
| 17. | Никола Калинић     | Црвена звезда, Фенербахче, Валенсија, Барселона                                            | 311      |
| 18. | Никос Зисис        | АЕК Атина, Тревизо, ЦСКА Москва, Монтепаски Сијена, УНИКС Казањ, Фенербахче, Брозе Бамберг | 310      |
| 19. | Данијел Хакет      | Монтепаски Сијена, Олимпија Милано, Олимпијакос, Брозе Бамберг, ЦСКА Москва, Виртус Болоња | 308      |
| 20. | Едгарас Улановас   | Жалгирис, Фенербахче                                                                       | 307      |

### Индекс корисности
Стање на дан 9. октобар 2024.
| Бр. | Играч                 | Клуб(ови)                                                           | Вредност |
| --- | --------------------- | ------------------------------------------------------------------- | -------- |
| 1.  | Нандо де Коло         | Валенсија, ЦСКА Москва, Фенербахче, Асвел                           | 5.059    |
| 2.  | Јан Весели            | Партизан, Фенербахче, Барселона                                     | 4.852    |
| 3.  | Мајк Џејмс            | Саски Басконија, Панатинаикос, Олимпија Милано, ЦСКА Москва, Монако | 4.756    |
| 4.  | Костас Слукас         | Олимпијакос, Фенербахче, Панатинаикос                               | 4.603    |
| 5.  | Василис Спанулис      | Панатинаикос, Олимпијакос                                           | 4.183    |
| 6.  | Кајл Хајнс            | Брозе Бамберг, Олимпијакос, ЦСКА Москва, Олимпија Милано            | 4.299    |
| 7.  | Ник Калатес           | Панатинаикос, Барселона, Фенербахче, Монако                         | 4.240    |
| 8.  | Никола Миротић        | Реал Мадрид, Барселона, Олимпија Милано                             | 4.193    |
| 9.  | Серхио Родригез       | Естудијантес, Реал Мадрид, ЦСКА Москва, Олимпија Милано             | 4.095    |
| 10. | Паулијус Јанкунас     | Жалгирис, Химки                                                     | 3.993    |
| 11. | Шејн Ларкин           | Саски Басконија, Анадолу Ефес                                       | 3.891    |
| 12. | Хуан Карлос Наваро    | Барселона                                                           | 3.890    |
| 13. | Јоргос Принтезис      | Олимпијакос, Малага                                                 | 3.818    |
| 14. | Димитрис Дијамантидис | Панатинаикос                                                        | 3.806    |
| 15. | Фелипе Рејес          | Естудијантес, Реал Мадрид                                           | 3.775    |
| 16. | Брајант Данстон       | Олимпијакос, Анадолу Ефес, Виртус Болоња, Жалгирис                  | 3.767    |
| 17. | Анте Томић            | Реал Мадрид, Барселона                                              | 3.723    |
| 18. | Валтер Таварес        | Реал Мадрид                                                         | 3.710    |
| 19. | Серхио Љуљ            | Реал Мадрид                                                         | 3.686    |
| 20. | Торнике Шенгелија     | Спиру Шарлроа, Саски Басконија, ЦСКА Москва, Виртус Болоња          | 3.585    |

### Поени
Стање на дан 9. октобар 2024.
| Бр. | Играч              | Клуб(ови)                                                           | Вредност |
| --- | ------------------ | ------------------------------------------------------------------- | -------- |
| 1.  | Мајк Џејмс         | Саски Басконија, Панатинаикос, Олимпија Милано, ЦСКА Москва, Монако | 4.632    |
| 2.  | Нандо де Коло      | Валенсија, ЦСКА Москва, Фенербахче, Асвел                           | 4.486    |
| 3.  | Василис Спанулис   | Панатинаикос, Олимпијакос                                           | 4.455    |
| 4.  | Хуан Карлос Наваро | Барселона                                                           | 4.152    |
| 5.  | Серхио Љуљ         | Реал Мадрид                                                         | 3.954    |
| 6.  | Јан Весели         | Партизан, Фенербахче, Барселона                                     | 3.838    |
| 7.  | Серхио Родригез    | Естудијантес, Реал Мадрид, ЦСКА Москва, Олимпија Милано             | 3.772    |
| 8.  | Костас Слукас      | Олимпијакос, Фенербахче, Панатинаикос                               | 3.707    |
| 9.  | Јоргос Принтезис   | Олимпијакос, Малага                                                 | 3.599    |
| 10. | Никола Миротић     | Реал Мадрид, Барселона, Олимпија Милано                             | 3.546    |
| 11. | Кајл Хајнс         | Брозе Бамберг, Олимпијакос, ЦСКА Москва, Олимпија Милано            | 3.339    |
| 12. | Милош Теодосић     | Олимпијакос, ЦСКА Москва, Виртус Болоња, Црвена звезда              | 3.330    |
| 13. | Шејн Ларкин        | Саски Басконија, Анадолу Ефес                                       | 3.326    |
| 14. | Паулијус Јанкунас  | Жалгирис, Химки                                                     | 3.241    |
| 15. | Ник Калатес        | Панатинаикос, Барселона, Фенербахче, Монако                         | 3.236    |
| 16. | Скоти Вилбекин     | Дарушафака, Макаби Тел Авив, Фенербахче                             | 3.179    |
| 17. | Торнике Шенгелија  | Спиру Шарлроа, Саски Басконија, ЦСКА Москва, Виртус Болоња          | 3.081    |
| 18. | Руди Фернандез     | Хувентуд, Реал Мадрид                                               | 3.037    |
| 19. | Фелипе Рејес       | Естудијантес, Реал Мадрид                                           | 3.029    |
| 20. | Вил Клајберн       | Дарушафака, ЦСКА Москва, Анадолу Ефес, Виртус Болоња                | 3.016    |

### Скокови
Стање на дан 9. октобар 2024.
| Бр. | Играч              | Клуб(ови)                                                                                | Вредност |
| --- | ------------------ | ---------------------------------------------------------------------------------------- | -------- |
| 1.  | Паулијус Јанкунас  | Жалгирис, Химки                                                                          | 2.010    |
| 2.  | Кајл Хајнс         | Брозе Бамберг, Олимпијакос, ЦСКА Москва, Олимпија Милано                                 | 1.855    |
| 3.  | Фелипе Рејес       | Естудијантес, Реал Мадрид                                                                | 1.799    |
| 4.  | Јан Весели         | Партизан, Фенербахче, Барселона                                                          | 1.696    |
| 5.  | Валтер Таварес     | Реал Мадрид                                                                              | 1.623    |
| 6.  | Јанис Бурусис      | АЕК Атина, Олимпијакос, Олимпија Милано, Реал Мадрид, Саски Басконија, Панатинаикос      | 1.603    |
| 7.  | Анте Томић         | Реал Мадрид, Барселона                                                                   | 1.545    |
| 8.  | Николо Мели        | Олимпија Милано, Брозе Бамберг, Фенербахче                                               | 1.499    |
| 9.  | Брајант Данстон    | Олимпијакос, Анадолу Ефес, Виртус Болоња, Жалгирис                                       | 1.484    |
| 10. | Јоргос Принтезис   | Олимпијакос, Малага                                                                      | 1.452    |
| 11. | Отело Хантер       | Монтепаски Сијена, Олимпијакос, Реал Мадрид, ЦСКА Москва, Макаби Тел Авив, Бајерн Минхен | 1.424    |
| 12. | Тибор Плајс        | Брозе Бамберг, Саски Басконија, Барселона, Галатасарај, Валенсија, Анадолу Ефес          | 1.396    |
| 13. | Ник Калатес        | Панатинаикос, Барселона, Фенербахче, Монако                                              | 1.332    |
| 14. | Костас Папаниколау | Олимпијакос, Барселона                                                                   | 1.327    |
| 15. | Мирсад Туркџан     | ЦСКА Москва, Монтепаски Сијена, Фенербахче                                               | 1.287    |
| 16. | Никола Миротић     | Реал Мадрид, Барселона, Олимпија Милано                                                  | 1.270    |
| 17. | Јоханес Фојгтман   | Саски Басконија, ЦСКА Москва, Олимпија Милано, Бајерн Минхен                             | 1.262    |
| 18. | Никола Милутинов   | Партизан, Олимпијакос, ЦСКА Москва                                                       | 1.257    |
| 19. | Торнике Шенгелија  | Спиру Шарлроа, Саски Басконија, ЦСКА Москва, Виртус Болоња                               | 1.226    |
| 20. | Џејмс Гист         | Партизан, Фенербахче, Малага, Панатинаикос, Црвена звезда, Бајерн Минхен, Асвел          | 1.213    |

### Асистенције
Стање на дан 9. октобар 2024.
| Бр. | Играч                 | Клуб(ови)                                                                                  | Вредност |
| --- | --------------------- | ------------------------------------------------------------------------------------------ | -------- |
| 1.  | Ник Калатес           | Панатинаикос, Барселона, Фенербахче, Монако                                                | 2.085    |
| 2.  | Серхио Родригез       | Естудијантес, Реал Мадрид, ЦСКА Москва, Олимпија Милано                                    | 1.874    |
| 3.  | Костас Слукас         | Олимпијакос, Фенербахче, Панатинаикос                                                      | 1.705    |
| 4.  | Василис Спанулис      | Панатинаикос, Олимпијакос                                                                  | 1.607    |
| 5.  | Милош Теодосић        | Олимпијакос, ЦСКА Москва, Виртус Болоња, Црвена звезда                                     | 1.439    |
| 6.  | Серхио Љуљ            | Реал Мадрид                                                                                | 1.395    |
| 7.  | Томас Ертел           | Саски Басконија, Анадолу Ефес, Барселона, Реал Мадрид                                      | 1.340    |
| 8.  | Мајк Џејмс            | Саски Басконија, Панатинаикос, Олимпија Милано, ЦСКА Москва, Монако                        | 1.295    |
| 9.  | Димитрис Дијамантидис | Панатинаикос                                                                               | 1.255    |
| 10. | Василије Мицић        | Бајерн Минхен, Црвена звезда, Жалгирис, Анадолу Ефес                                       | 1.097    |
| 11. | Нандо де Коло         | Валенсија, ЦСКА Москва, Фенербахче, Асвел                                                  | 1.065    |
| 12. | Шејн Ларкин           | Саски Басконија, Анадолу Ефес                                                              | 1.011    |
| 13. | Теодорос Папалукас    | Олимпијакос, ЦСКА Москва, Макаби Тел Авив                                                  | 977      |
| 14. | Данијел Хакет         | Монтепаски Сијена, Олимпија Милано, Олимпијакос, Брозе Бамберг, ЦСКА Москва, Виртус Болоња | 910      |
| 15. | Томас Вокап           | Жалгирис, Олимпијакос                                                                      | 908      |
| 16. | Факундо Кампазо       | Реал Мадрид, Црвена звезда                                                                 | 901      |
| 17. | Марселињо Уертас      | Хувентуд, Саски Басконија, Барселона                                                       | 892      |
| 18. | Никос Зисис           | АЕК Атина, Тревизо, ЦСКА Москва, Монтепаски Сијена, УНИКС Казањ, Фенербахче, Брозе Бамберг | 885      |
| 19. | Алексеј Швед          | ЦСКА Москва, Химки                                                                         | 868      |
| 20. | Џејсон Грејнџер       | Малага, Анадолу Ефес, Саски Басконија, АЛБА Берлин                                         | 845      |

### Украдене лопте
Стање на дан 9. октобар 2024.
| Бр. | Играч                 | Клуб(ови)                                                                       | Вредност |
| --- | --------------------- | ------------------------------------------------------------------------------- | -------- |
| 1.  | Ник Калатес           | Панатинаикос, Барселона, Фенербахче, Монако                                     | 449      |
| 2.  | Димитрис Дијамантидис | Панатинаикос                                                                    | 434      |
| 3.  | Руди Фернандез        | Хувентуд, Реал Мадрид                                                           | 367      |
| 4.  | Јан Весели            | Партизан, Фенербахче, Барселона                                                 | 342      |
| 5.  | Нандо де Коло         | Валенсија, ЦСКА Москва, Фенербахче, Асвел                                       | 336      |
| 6.  | Теодорос Папалукас    | Олимпијакос, ЦСКА Москва, Макаби Тел Авив                                       | 335      |
| 7.  | Пабло Прихиони        | Саски Басконија, Реал Мадрид                                                    | 322      |
| 8.  | Серхио Родригез       | Естудијантес, Реал Мадрид, ЦСКА Москва, Олимпија Милано                         | 309      |
| 9.  | Костас Папаниколау    | Олимпијакос, Барселона                                                          | 303      |
| 10. | Мајк Џејмс            | Саски Басконија, Панатинаикос, Олимпија Милано, ЦСКА Москва, Монако             | 291      |
| 11. | Кајл Хајнс            | Брозе Бамберг, Олимпијакос, ЦСКА Москва, Олимпија Милано                        | 287      |
| 12. | Скоти Вилбекин        | Дарушафака, Макаби Тел Авив, Фенербахче                                         | 282      |
| 13. | Василис Спанулис      | Панатинаикос, Олимпијакос                                                       | 273      |
| 14. | Николо Мели           | Олимпија Милано, Брозе Бамберг, Фенербахче                                      | 266      |
| 15. | Ђанлука Базиле        | Фортитудо Болоња, Барселона, Канту, Олимпија Милано                             | 261      |
| 16. | Брајант Данстон       | Олимпијакос, Анадолу Ефес, Виртус Болоња, Жалгирис                              | 258      |
| 17. | Томас Вокап           | Жалгирис, Олимпијакос                                                           | 258      |
| 18. | Шејн Ларкин           | Саски Басконија, Анадолу Ефес                                                   | 255      |
| 19. | Џејмс Гист            | Партизан, Фенербахче, Малага, Панатинаикос, Црвена звезда, Бајерн Минхен, Асвел | 252      |
| 20. | Адам Ханга            | Саски Басконија, Барселона, Реал Мадрид, Црвена звезда                          | 252      |

### Блокаде
Стање на дан 9. октобар 2024.
| Бр. | Играч             | Клуб(ови)                                                                           | Вредност |
| --- | ----------------- | ----------------------------------------------------------------------------------- | -------- |
| 1.  | Валтер Таварес    | Реал Мадрид                                                                         | 426      |
| 2.  | Брајант Данстон   | Олимпијакос, Анадолу Ефес, Виртус Болоња, Жалгирис                                  | 348      |
| 3.  | Кајл Хајнс        | Брозе Бамберг, Олимпијакос, ЦСКА Москва, Олимпија Милано                            | 320      |
| 4.  | Фран Васкез       | Малага, Барселона                                                                   | 249      |
| 5.  | Алекс Тајус       | Канту, Макаби Тел Авив, Анадолу Ефес, Галатасарај, Реал Мадрид, Асвел               | 238      |
| 6.  | Тибор Плајс       | Брозе Бамберг, Саски Басконија, Барселона, Галатасарај, Валенсија, Анадолу Ефес     | 228      |
| 7.  | Јоргос Папајанис  | Панатинаикос, Фенербахче, Монако                                                    | 215      |
| 8.  | Јан Весели        | Партизан, Фенербахче, Барселона                                                     | 205      |
| 9.  | Јанис Бурусис     | АЕК Атина, Олимпијакос, Олимпија Милано, Реал Мадрид, Саски Басконија, Панатинаикос | 194      |
| 10. | Венсан Поарје     | Саски Басконија, Реал Мадрид, Анадолу Ефес                                          | 205      |
| 11. | Стефон Лазме      | Партизан, Макаби Тел Авив, Панатинаикос, Анадолу Ефес                               | 174      |
| 12. | Џејмс Гист        | Партизан, Фенербахче, Малага, Панатинаикос, Црвена звезда, Бајерн Минхен, Асвел     | 167      |
| 13. | Мирза Бегић       | Олимпија Љубљана, Жалгирис, Реал Мадрид, Олимпијакос, Саски Басконија               | 162      |
| 14. | Виктор Хрјапа     | ЦСКА Москва                                                                         | 161      |
| 15. | Џордан Мики       | Реал Мадрид, Химки, Зенит Санкт Петербург, Виртус Болоња                            | 156      |
| 16. | Анте Томић        | Реал Мадрид, Барселона                                                              | 155      |
| 17. | Николо Мели       | Олимпија Милано, Брозе Бамберг, Фенербахче                                          | 147      |
| 18. | Робертас Јавтокас | Лијетувос ритас, Панатинаикос, Химки, Валенсија, Жалгирис                           | 144      |
| 19. | Мустафа Фал       | Асвел, Олимпијакос                                                                  | 143      |
| 20. | Денис Марконато   | Тревизо, Барселона, Монтепаски Сијена, Канту                                        | 140      |

### Погођена слободна бацања
Стање на дан 9. октобар 2024.
| Бр. | Играч                 | Клуб(ови)                                                             | Вредност |
| --- | --------------------- | --------------------------------------------------------------------- | -------- |
| 1.  | Василис Спанулис      | Панатинаикос, Олимпијакос                                             | 1.131    |
| 2.  | Нандо де Коло         | Валенсија, ЦСКА Москва, Фенербахче, Асвел                             | 1.091    |
| 3.  | Мајк Џејмс            | Саски Басконија, Панатинаикос, Олимпија Милано, ЦСКА Москва, Монако   | 1.014    |
| 4.  | Фелипе Рејес          | Естудијантес, Реал Мадрид                                             | 967      |
| 5.  | Костас Слукас         | Олимпијакос, Фенербахче, Панатинаикос                                 | 910      |
| 6.  | Хуан Карлос Наваро    | Барселона                                                             | 853      |
| 7.  | Никола Миротић        | Реал Мадрид, Барселона, Олимпија Милано                               | 837      |
| 8.  | Јан Весели            | Партизан, Фенербахче, Барселона                                       | 767      |
| 9.  | Паулијус Јанкунас     | Жалгирис, Химки                                                       | 748      |
| 10. | Шејн Ларкин           | Саски Басконија, Анадолу Ефес                                         | 746      |
| 11. | Серхио Љуљ            | Реал Мадрид                                                           | 701      |
| 12. | Милош Теодосић        | Олимпијакос, ЦСКА Москва, Виртус Болоња, Црвена звезда                | 690      |
| 13. | Маркус Браун          | Тревизо, Анадолу Ефес, ЦСКА Москва, Малага, Жалгирис, Макаби Тел Авив | 690      |
| 14. | Торнике Шенгелија     | Спиру Шарлроа, Саски Басконија, ЦСКА Москва, Виртус Болоња            | 681      |
| 15. | Јака Лакович          | Крка, Панатинаикос, Барселона, Галатасарај                            | 673      |
| 16. | Кајл Хајнс            | Брозе Бамберг, Олимпијакос, ЦСКА Москва, Олимпија Милано              | 669      |
| 17. | Вил Клајберн          | Дарушафака, ЦСКА Москва, Анадолу Ефес, Виртус Болоња                  | 659      |
| 18. | Кори Хигинс           | ЦСКА Москва, Барселона                                                | 651      |
| 19. | Димитрис Дијамантидис | Панатинаикос                                                          | 635      |
| 20. | Алексеј Швед          | ЦСКА Москва, Химки                                                    | 613      |

### Погоци за 2 поена
Стање на дан 9. октобар 2024.
| Бр. | Играч             | Клуб(ови)                                                                                | Вредност |
| --- | ----------------- | ---------------------------------------------------------------------------------------- | -------- |
| 1.  | Јан Весели        | Партизан, Фенербахче, Барселона                                                          | 1.489    |
| 2.  | Кајл Хајнс        | Брозе Бамберг, Олимпијакос, ЦСКА Москва, Олимпија Милано                                 | 1.332    |
| 3.  | Јоргос Принтезис  | Олимпијакос, Малага                                                                      | 1.194    |
| 4.  | Анте Томић        | Реал Мадрид, Барселона                                                                   | 1.137    |
| 5.  | Нандо де Коло     | Валенсија, ЦСКА Москва, Фенербахче, Асвел                                                | 1.015    |
| 6.  | Мајк Џејмс        | Саски Басконија, Панатинаикос, Олимпија Милано, ЦСКА Москва, Монако                      | 1.012    |
| 7.  | Паулијус Јанкунас | Жалгирис, Химки                                                                          | 1.011    |
| 8.  | Тибор Плајс       | Брозе Бамберг, Саски Басконија, Барселона, Галатасарај, Валенсија, Анадолу Ефес          | 1.006    |
| 9.  | Брајант Данстон   | Олимпијакос, Анадолу Ефес, Виртус Болоња, Жалгирис                                       | 996      |
| 10. | Ник Калатес       | Панатинаикос, Барселона, Фенербахче, Монако                                              | 995      |
| 11. | Фелипе Рејес      | Естудијантес, Реал Мадрид                                                                | 971      |
| 12. | Мајкл Батист      | Спиру Шарлроа, Фенербахче, Панатинаикос                                                  | 949      |
| 13. | Торнике Шенгелија | Спиру Шарлроа, Саски Басконија, ЦСКА Москва, Виртус Болоња                               | 942      |
| 14. | Брендон Дејвис    | Жалгирис, Барселона, Олимпија Милано, Партизан                                           | 911      |
| 15. | Отело Хантер      | Монтепаски Сијена, Олимпијакос, Реал Мадрид, ЦСКА Москва, Макаби Тел Авив, Бајерн Минхен | 904      |
| 16. | Луис Скола        | Саски Басконија, Олимпија Милано                                                         | 888      |
| 17. | Валтер Таварес    | Реал Мадрид                                                                              | 887      |
| 18. | Василис Спанулис  | Панатинаикос, Олимпијакос                                                                | 885      |
| 19. | Никола Вујчић     | Асвел, Макаби Тел Авив, Олимпијакос, Анадолу Ефес                                        | 850      |
| 20. | Џејмс Гист        | Партизан, Фенербахче, Малага, Панатинаикос, Црвена звезда, Бајерн Минхен, Асвел          | 800      |

### Погоци за 3 поена
Стање на дан 9. октобар 2024.
| Бр. | Играч              | Клуб(ови)                                                                        | Вредност |
| --- | ------------------ | -------------------------------------------------------------------------------- | -------- |
| 1.  | Серхио Љуљ         | Реал Мадрид                                                                      | 633      |
| 2.  | Хуан Карлос Наваро | Барселона                                                                        | 623      |
| 3.  | Серхио Родригез    | Естудијантес, Реал Мадрид, ЦСКА Москва, Олимпија Милано                          | 609      |
| 4.  | Скоти Вилбекин     | Дарушафака, Макаби Тел Авив, Фенербахче                                          | 608      |
| 5.  | Руди Фернандез     | Хувентуд, Реал Мадрид                                                            | 594      |
| 6.  | Милош Теодосић     | Олимпијакос, ЦСКА Москва, Виртус Болоња, Црвена звезда                           | 576      |
| 7.  | Мајк Џејмс         | Саски Басконија, Панатинаикос, Олимпија Милано, ЦСКА Москва, Монако              | 537      |
| 8.  | Василис Спанулис   | Панатинаикос, Олимпијакос                                                        | 518      |
| 9.  | Шејн Ларкин        | Саски Басконија, Анадолу Ефес                                                    | 510      |
| 10. | Артурас Милакнис   | Жалгирис                                                                         | 461      |
| 11. | Алексеј Швед       | ЦСКА Москва, Химки                                                               | 459      |
| 12. | Костас Слукас      | Олимпијакос, Фенербахче, Панатинаикос                                            | 459      |
| 13. | Родриг Бобуа       | Стразбур ИГ, Саски Басконија, Анадолу Ефес                                       | 458      |
| 14. | Нандо де Коло      | Валенсија, ЦСКА Москва, Фенербахче, Асвел                                        | 455      |
| 15. | Џејси Керол        | Реал Мадрид                                                                      | 437      |
| 16. | Ђанлука Базиле     | Фортитудо Болоња, Барселона, Канту, Олимпија Милано                              | 421      |
| 17. | Костас Папаниколау | Олимпијакос, Барселона                                                           | 403      |
| 18. | Немања Недовић     | Лијетувос ритас, Валенсија, Малага, Олимпија Милано, Панатинаикос, Црвена звезда | 385      |
| 19. | Јака Лакович       | Крка, Панатинаикос, Барселона, Галатасарај                                       | 381      |
| 19. | Василије Мицић     | Бајерн Минхен, Црвена звезда, Жалгирис, Анадолу Ефес                             | 381      |